# トーマス・カンスタブル
トーマス・カンスタブル（Thomas Constable FRSE 、1812年6月29日– 1881年5月26日）はスコットランドの印刷・出版事業者。

## 生い立ちと業績
エディンバラ西方にあるクレイグクルック城で生まれた。父はスコットランドの出版社、書店、文房具店を経営するアーチバルド・デビッド・カンスタブル（1774–1827）、母はデビッド・ウィリソンの娘のメアリーの間の第4子 。
若い頃、彼はロンドンのセント・マーティンズ・レーンのチャールズ・リチャーズの指導の下で印刷を学び、その後エジンバラに戻って彼自身の印刷事業を設立した  。1827年に父親のアーチバルドが亡くなると、トマスは1833年に父親の印刷、出版、書店事業を引き継ぎ、事業をエジンバラのニュータウンにあるシスル・ストリート11番に移した 。トマスは亡くなった父親の希望に沿って、すでに進行中の出版計画を継続し、歴史、地理、工学、旅行記などの「実用的な」トピックに関する新しい本を発行し、これは「カンスタブルの雑学叢書」として知られる 。トマスはまた、祖父であるデビッド・ウィリソン（アーチバルド・カンスタブルの義父）のエジンバラ印刷事業を継続し、拡大した 。
1835年、彼はエジンバラで王室御用達の印刷業者および出版社になった。これは彼に議会法、判決、宣言、および他の文書の出版特権を付与したが、しかし、以前のようにスコットランドで聖書を印刷する独占権を彼に与えられなかった 。その4年後、彼はエジンバラ大学の専属印刷社に任命された 。
1830年代に、彼は小さな回覧、法律関係の著作、学会のための著作物を印刷した。また、出版社のロバート・キャデルとアダムとチャールズ・ブラックの本を印刷した。
1840年代初頭から、トマスはさまざまな市場向けの定期刊行物や雑誌の印刷を開始した。それらには、エジンバラの女性誌、『子供の宣教師の記録』、『英国の母親の雑誌』、『ブルワーク』、『改革派の雑誌』、およびスコットランド・フリーチャーチの女性の家庭宣教師協会からの報告が含まれる。彼はまた、 『ノーザン・ブリテッシュ・レビュー』と『スコティッシュ・ジュリスト』を印刷した 。

## トマス・カンスタブル・アンド・カンパニー
1840年代後半、社名をトマス・カンスタブル・アンド・カンパニーに改め、精力的に出版を行った 。
1847年、スコットランドの宗教家であったトマス・チャーマーズ博士（1780-1847）のすべての作品の著作権を購入した。それらの作品の多くは、ウィリアム・ハンナによって『トマス・チャーマーズの生涯の回顧録』としてまとめられ、その後、数年間に出版された。それらの作品の権利購入にカンスタブルに10,000ポンドを投資したが、彼はこの出版販売によって回収することはできなかったにもかかわらず、さらなる出版プロジェクトへの意欲を失うことはなかった 。
1854年、彼はスコットランドの哲学者で数学者のデュガルド・スチュワートの全作品（1854年から1877年にかけて、11巻としてウィリアム・ハミルトン卿によって編集された）の出版を開始しました。同じ年に、カンスタブルは『カンスタブルの教育叢書』として知られる人気のある学校用叢書を立ち上げ、その中には J. D. モレルの『英語の文法と文の分析の解説』、ジェームズ・クライドの『初等地理学』、ジェームズ・カリーの『音楽の要素分析』などが含まれる 。
1854年、「カンスタブルの外国文学の雑学」として知られている叢書を立ち上げた  。
トマスが出版した他の注目すべき作品の中には、『オリジナル原稿から編集され、歴史的ノートで編集されたカルバンの手紙（1855）』、ジョヴァンニ・ルフィニの『ロレンツォ・ベノーニやイタリア人の生活の中でのパッセージ（1853）』、『パリ万国博覧会訪問のパラグリーンたち（1856）』、『アントニオ博士の物語（1858）』他、また、ジョン・ブラウンの初期の作品である『ラブと彼の友人（1859）』などがある 。
1853年、トマス・カンスタブルは聖書関連の印刷も積極的に手掛けるようになり、印刷の顧客も拡大した。地元のスコットランド市場向けに印刷するだけでなく、ロンドン市場に参入し、ロンドンの出版社向けに本を印刷し始めた 。

## トマス・アンド・アーチバルド・カンスタブル社
トマス・カンスタブルは1860年まで出版を続けたが、その年で彼は自分の事業の出版部分をエドモンストン＆ダグラス社に売却した 。彼は印刷事業は続け、 1861年、50人の植字工を雇っており、当時、エジンバラ最大の印刷会社であった  。1865年、息子のアーチバルドが共同経営者となり 、トマス・アンド・アーチバルド社として出版を継承した。

### 出版物
- Fraser, William (1869). The Chiefs of Colquhoun and Their Country. Edinburgh: T. and A. Constable 2022年1月2日閲覧。
- Fraser, James (1905) [Edited from original manuscript (c.1674) with notes and introduction, by William Mackay]. Chronicles of the Frasers: the Wardlaw manuscript entitled 'Polichronicon seu policratica temporum, or, The true genealogy of the Frasers', 916–1674. Inverness: Printed at the University Press by T. and A. Constable for the Scottish History Society 2022年1月2日閲覧。
- MacPhail, James Robertson Nicolson (1914). Highland Papers. 1. Edinburgh: T. and A. Constable for the Scottish History Society 2022年1月2日閲覧。
- MacPhail, James Robertson Nicolson (1914). Highland Papers. 2. Edinburgh: T. and A. Constable for the Scottish History Society 2022年1月2日閲覧。
- Blaikie, Walter Biggar (1916). Origins of the 'forty-five : and other papers relating to that rising. Edinburgh: Printed at the University press by T. and A. Constable for the Scottish History Society 2022年1月2日閲覧。

## 晩年
1870年代、トマス・カンスタブルは執筆に専念しており、主な作品は、父親に関する『アーチバルド・カンスタブルと彼の文学書簡（1873）』、『グラスゴー大学の土木・力学教授ルイス・ゴードン（FRSE）の回想録（1877）』 、『チャールズ・シャステル・ド・ボアンヴィル牧師の回想録（1880）』などが含まれる 。

## 栄誉
1866年、エジンバラ王立協会のフェローに任命 。

## 家庭
1837年10月14日、カンスタブルは、ペニキュイック州バレーフィールドの製紙業者であるアレクサンダー・コーワンの娘ルシア・アン・コーワンと結婚した。彼らの子供には、祖父にちなんで名付けられたアーチバルド・デビッド・カンスタブル（1843–1915）がいる 。妻のルシア・アンの妹のマリー・ウッドはシヴィル・エンジニアのコリン・アレクサンダー・マクヴェインと結婚し、マクヴェインが明治政府雇いとなると一緒に日本滞在した。
1881年5月26日、弟のジョン・コンスタブルが牧師を務めるマーストン・ビッグゴット牧師館で亡くなった  。

## フリーメーソン
カンスタブルは、1835年3月13日、キャノンゲート・キルウィニング・ロッジでフリーメイソンに入会した 。

## 評価
本の歴史学者であるアレクシス・ウィードンは、トマス・カンスタブルの業績を「謙虚modest」と表現している  。しかし、カンスタブルは長年にわたって出版と印刷の事業を維持し、作業慣行を近代化し、さらに新しいフォントを取得することなどで印刷出版業界に大きな改善をもたらした。フォントに関しては、当事一般的であったギリシャ語フォント以外に、アラビア語、ヘブライ語、コプティック、サンスクリット語、ドイツ語、音楽のフォントを追加した。また、印刷機に関しては、1835年、初めに持っていた4台のプレスに16台のプレスとシリンダーおよび3台のプラテンマシンを増設した 。
トマスが1833年に父親のアーチバルド・カンスタブルの会社を買収し、その後、息子のアーチバルドがカンスタブル出版社を発展させた。20世紀を通してフィクション及びノンフィクション本の大出版社として活動し、今日、経営主体は代わってもカンスタブルの名前はカンスタブル＆ロビンソンの社名で残っている。

## 参照
- ジョージ・ワシントン・ベーコン
- アーチボルド・フラートン